# Na Čermence
Na Čermence je přírodní památka asi dva kilometry západně od vesnice Kamenka, jedné z místních částí města Odry v okrese Nový Jičín. Oblast spravuje Agentura ochrany přírody a krajiny ČR. Důvodem ochrany je významné přirozené hnízdiště mnoha druhů ptactva ve staré bukové kmenovině s příměsí lípy, jedle, klenu a smrku na úbočních svazích dvou levostranných přítoků říčky Čermné.